# 아이신기오로 위옌
아이신기오로 위옌(愛新覺羅毓嵒, Àixīnjiàoluó Yùyán, 1918년 5월 17일 ~ 1999년 1월 18일)은 청 제국의 마지막 황제였던 푸이의 양자이자 상속인, 청 제국의 황위요구자, 청 황실의 수장이다. 함풍제의 다섯째 아들인 돈친왕 혁종의 증손자로, 푸이의 할아버지인 순친왕(醇親王) 혁현의 형이었다. 자는 암서(巖瑞)이며 어릴적 이름은 소서자(小瑞子)였다. 만주국 황실은 유얀을 푸이의 양자로 인정하지 않아 만주국의 황실 수장까지 물려받지는 못해 만주국 수장은 푸이의 동생인 푸런이 상속했다.

## 가계[1]
- 증조부 : 애신각라 혁종(愛新覺羅奕誴) - 돈근친왕(惇勤親王, 도광제(道光帝)의 아들)
  - 조부 : 애신각라 재렴(愛新覺羅載濂)
    - 친부 : 애신각라 부칭(愛新覺羅溥偁)
    - 양부 : 아이신기오로 푸이(愛新覺羅溥儀) - 선통제(宣統帝)

- 정실 : 징란(靜蘭)
  - 장남 : 헝전(恒鎭, 1944년 ~ 2023년 8월 27일)
  - 며느리 : 두옌링(杜彥玲)
    - 장손 : 치싱(啓瑆, 1977년)

  - 차남 : 헝카이(恒鎧, 1945년)
  - 며느리 : 류슈쥐엔(劉秀娟)
    - 손자 : 진잉후이(金英輝, 1980년) - 족보상 이름은 치치(啓琪)
- 계실 : 장윈방(張雲訪)
  - 삼남 : 헝준(恒鈞, 1966년)
  - 며느리 : 판친(范秦, 1971년)
    - 손녀 : 치통(啓桐, 1996년)

## 같이 보기
- 푸이

| 전임 선통제 | 제13대 청나라의 황실 수장 1967년 ~ 1999년 | 후임 헝전 |

1. ↑  http://www.axjlzpw.com/clan18074.html